# Samuel Feiser Glatfelter

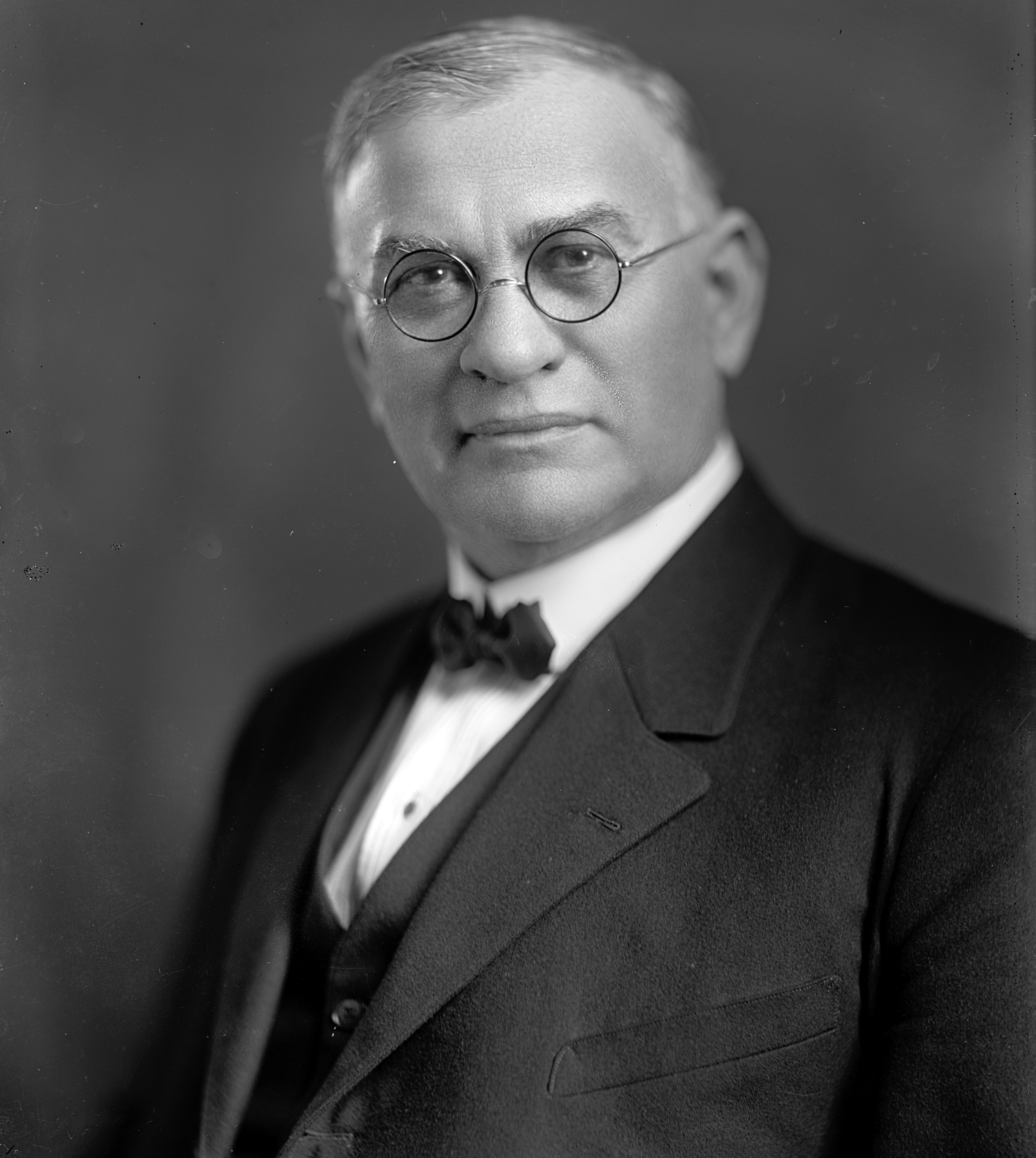
Samuel Feiser Glatfelter

Samuel Feiser Glatfelter (* 7. April 1858 bei Loganville, York County, Pennsylvania; † 23. April 1927 in York, Pennsylvania) war ein US-amerikanischer Politiker. Zwischen 1923 und 1925 vertrat er den Bundesstaat Pennsylvania im US-Repräsentantenhaus.

## Werdegang
Samuel Glatfelter besuchte die öffentlichen Schulen seiner Heimat, die York County Academy und danach das Pennsylvania College in Gettysburg. Anschließend arbeitete er für einige Jahre als Lehrer. Später wurde er Bauunternehmer. Außerdem stieg er in das Bankgewerbe ein. Politisch schloss er sich der Demokratischen Partei an.
Bei den Kongresswahlen des Jahres 1922 wurde Glatfelter im 22. Wahlbezirk von Pennsylvania in das US-Repräsentantenhaus in Washington, D.C. gewählt, wo er am 4. März 1923 die Nachfolge des Republikaners Adam Martin Wyant antrat, der in den 31. Distrikt wechselte. Da er im Jahr 1924 nicht bestätigt wurde, konnte er bis zum 3. März 1925 nur eine Legislaturperiode im Kongress absolvieren.
Nach dem Ende seiner Zeit im US-Repräsentantenhaus betätigte sich Samuel Glatfelter wieder als Bauunternehmer. Er starb am 23. April 1927 in York, wo er auch beigesetzt wurde.